# Johann Heinrich Lauer
Johann Heinrich Lauer (* 13. Februar 1768 in Kleinseelheim; † 7. Januar 1842 ebenda) war ein deutscher Gutsbesitzer und Abgeordneter.

## Leben
Lauer lebte als Gutsbesitzer in Kleinseelheim. 1815/1816 war er Mitglied des Landtages des Kurfürstentums Hessen-Kassel für den Bauernstand im Lahnstrom.